# Tres mujeres (pintura)
Tres mujeres (en italiano: Tre donne) es una pintura del artista italiano Umberto Boccioni, realizada entre 1909 y 1910.  El cuadro es al óleo sobre lienzo pintado al estilo del divisionismo.  El divisionismo se refiere a la división real de colores mediante la creación de pinceladas separadas en lugar de líneas suaves y sólidas.  La pintura contiene tres figuras, una es la madre de Boccioni, Cecilia, a la izquierda, otra es su hermana, Amelia, a la derecha, y la tercera es Inés, su amante, en el centro.

## Transición
El profesor de arte y retratista Giacomo Balla introdujo a Boccioni en los estilos pictóricos del divisionismo.  Según el Deutsche Bank y la Fundación Solomon R. Guggenheim, el divisionismo, que surgió en el norte de Italia a fines de la década de 1880, fue el “método de pintura [que] se caracterizaba por la yuxtaposición de pinceladas de pigmento para crear el efecto visual de colores únicos intensos”. Estos trazos individuales varían sobre la superficie del lienzo, asemejándose a hilos “similares a filamentos”. Los divisionistas también creían en una mayor luminosidad en sus pinturas. Mientras Boccioni hacía la transición del divisionismo al futurismo, tuvo dificultades para cambiar sus temas artísticos prefuturistas, ya que el divisionismo típico representa el trabajo rural, la tranquilidad, la belleza y el paisaje. Cuando Boccioni comenzó a dibujar pinturas futuristas, incluyendo escenas industrializadas y modernidad urbana, no hizo la más suave de las transiciones.  El divisionismo italiano utiliza una variedad de colores espectrales para aplicar la pintura en puntos y trazos variados. Sin embargo, el divisionismo varía de un artista a otro; no hay pautas. En algún momento entre los años 1909 y 1910, Boccioni conoció a Fillipo Tommaso Marinetti, el primer formulador futurista. Estos dos hombres, junto con Carlo Carra, Luigi Russolo, Giacomo Balla y Gino Severini decidieron crear el Manifiesto Técnico de los Pintores Futuristas. Este manifiesto describe las teorías que conforman el futurismo, así como las pautas que hacen que una pintura futurista sea precisamente eso.

## Descripción
Tres mujeres es una de las pinturas de Umberto Boccioni que muestra su transformación del estilo divisionista al estilo futurista. El cuadro retrata la emoción cruda, con calma e intimidad. Los rostros de las figuras del cuadro están pintados en tonos melancólicos. La pintura está catalogada como una pintura divisionista, existe, sin embargo, un sesgo futurista en ella. La forma en que la luz entra en la habitación y afecta a las figuras es un ejemplo de cómo remite tanto al divisionismo como al futurismo.  Una característica del futurismo reside también en los trazos variados y visibles. Este aspecto del futurismo es evidente: se ve en los vestidos de las mujeres, sus cabellos, la luminiscencia, las paredes del fondo, la cama,  los rostros y la piel de las mujeres. Además, la luminiscencia mencionada anteriormente, según Maurizio Calvesi, puede estar relacionada con los conceptos de Einstein sobre las propiedades físicas de la luz, añadiendo otro aspecto futurista al cuadro, dijo en 1967. Según Ester Coen, Tres mujeres "marca un momento de transición en la obra de la artista, el puente entre los suburbios de Milán y la visión idealista de La ciudad se levanta".